# 克令乡
克令乡，是中华人民共和国新疆维吾尔自治区伊犁哈萨克自治州尼勒克县下辖的一个乡镇级行政单位。

## 行政区划
克令乡下辖以下地区：
黑山头村、克令村、阔依塔斯村、克孜勒吐木斯合村、萨尔阿尕什村、群吉村和阿依纳巴斯陶村。